# Рагоза (деревня)
 Рагоза  — деревня в Афанасьевском районе Кировской области в составе Ичетовкинского сельского поселения.

## География
Расположена на расстоянии примерно 7 км на север от райцентра поселка  Афанасьево на правобережье реки Кама.

## История
Известна с 1873 года как деревня Кытмановская (Мальцовская, Рогозская, Сюзевская), в которой учтено дворов 54 и жителей 457, в 1905 (Сюзевы или Рагози) 67 и 389, в 1926 (Рагоза или Сюзев) 59 и 248 (в том числе 218 «пермяки»), в 1950 (Рагоза) 70 и 228. Настоящее название утвердилось с 1950 года.  

## Население
Постоянное население составляло 78 человек (русские 86%) в 2002 году, 50 в 2010.